# روبرت سوبوكوي
روبرت مانغاليسو سوبوكوي (5 ديسمبر 1924 - 27 فبراير 1978) كان ثوريًا بارزًا ومناهضًا للفصل العنصري من جنوب أفريقيا وعضوًا مؤسسًا في مؤتمر الوحدة الأفريقية (بّي إيه سي)، وكان أول رئيس للمنظمة.
كان يُنظر إلى سوبوكوي على أنه مؤيد قوي لمستقبل يجعل جنوب أفريقيا جزءًا من الوحدة الأفريقية، وعارض التعاون السياسي مع أي شخص آخر غير الأفارقة، وعرّف «الأفريقي» على أنه أي شخص يعيش في أفريقيا ويقدم ولاءه لها ويكون مستعدًا لإخضاع نفسه لحكم الأغلبية الأفريقية. وفي مارس عام 1960، نظم سوبوكوي حملة احتجاج سلمية ضد قوانين المرور، وحُكم عليه بالسجن ثلاث سنوات بتهمة التحريض. وفي عام 1963، سمح تشريع «بند سوبوكوي» بتجديد عقوبة السجن إلى أجل غير مسمى، ونُقل سوبوكوي لاحقًا إلى جزيرة روبن للحبس الانفرادي. وفي نهاية عامه السادس في جزيرة روبن، أطلق سراحه ووُضع قيد الإقامة الجبرية حتى وفاته عام 1978.

## النشأة

### الطفولة: 1924-1947
ولد سوبوكوي في مدينة غراف رينيت في مقاطعة كيب في 5 ديسمبر عام 1924، وهو أصغر أبناء هوبرت وأنجلينا سوبوكوي. كان والده يعمل كاتب متجر عام وقاطع حطب بدوام جزئي، وعملت والدة سوبوكوي التي تنتمي إلى شعب كوسا كخادمة في منازل البيض. نشأ في أسرة فقيرة وتلقى تعليمه من قبل إحدى البعثات التبشيرية الميثودية المحلية للمدرسة الابتدائية. وفي سن 15، واصل سوبوكوي تعليمه الثانوي وأكمله في نهاية المطاف في معهد هيلدتاون، الذي قدم تعليمًا ميثوديًا مسيحيًا وفنونًا ليبرالية لجميع الطلاب.

### جامعة فورت هير: 1947-1949
في عام 1947، التحق سوبوكوي بجامعة سكان جنوب أفريقيا الأصليين في فورت هير، وهي المؤسسة الجامعية الأولى للطلاب السود في عصره. على الرغم من أن سوبوكوي لم يكن مهتمًا بالسياسة في البداية، إلا أن دراسته للإدارة الأهلية (المتعلقة بإدارة مناطق البانتوستان في جنوب أفريقيا – المناطق ذات الغالبية السوداء)، واطلاعه على السياسة في فورت هير جعلته أكثر اهتمامًا بهذا الموضوع.
* انضم إلى عصبة شباب المؤتمر الوطني الأفريقي (إيه إن سي واي إل) في عام 1948. وقد تأسست المنظمة في الحرم الجامعي من قبل غودفري بيتجي، الذي أصبح فيما بعد رئيسًا لها. في عام 1949، انتُخب سوبوكوي كأول رئيس للمجلس التمثيلي لطلاب فورت هير، حيث أثبت تميزه الخطابي.

## السياسة السائدة

### ستاندرتون: 1950-1954
في عام 1950، عُين سوبوكوي كمدرس في مدرسة ثانوية في ستاندرتون، وهو عمل فقده عندما تحدث لصالح حملة التحدي في عام 1952؛ ومع ذلك، أعيد تعيينه في وقت لاحق. في عام 1952، حقق سوبوكوي شهرة في دعم حملة التحدي. خلال هذه الفترة لم يشارك بشكل مباشر في الأنشطة الرئيسية لحزب المؤتمر الوطني الأفريقي، لكنه ظل يشغل منصب آمين فرع المنظمة في ستاندرتون.

### جوهانسبرغ: 1954-1959
في عام 1954، بعد انتقال سوبوكوي إلى جوهانسبرغ، أصبح محاضرًا للدراسات الأفريقية في جامعة ويتواترسراند. خلال الفترة التي قضاها في جوهانسبرغ، أصبح محررًا لصحيفة ذا أفريكنيست، وسرعان ما بدأ ينتقد حزب المؤتمر الوطني الأفريقي لأنه سمح لنفسه بأن يهيمن عليه المتعاطفون مع الحزب التقدمي، وسماهم «بالليبراليين اليساريين متعددي الأعراق». وكان مؤيدًا قويًا لآراء وحدة أفريقيا حول التحرير في جنوب أفريقيا ورفض فكرة العمل مع البيض.

### مؤتمر الوحدة الأفريقية: 1959-1960

#### تشكله والأيديولوجيا
كان سوبوكوي مؤمنًا بشدة بمستقبل جنوب أفريقيا كجزء من الوحدة الأفريقية ورفض أي نموذج يقترح العمل مع أي شخص آخر غير الأفارقة، مُعرفًا الأفريقي بأنه أي شخص يعيش في أفريقيا ويقدم ولاءه لها ويكون مستعدًا لإخضاع نفسه لحكم الأغلبية الأفريقية. كبر غير راضٍ عن تقدم النضال من أجل التحرير خلال خمسينيات القرن العشرين، حيث مارست حكومة الفصل العنصري باستمرار وسائل جديدة لقمع النضال من أجل التحرير. وفي توافق مع العديد من أعضاء حزب المؤتمر الوطني الأفريقي، فقد نفد صبر سوبوكوي مع عجز حزب المؤتمر الوطني الأفريقي عن تحقيق النتائج. وغادر لاحقًا حزب المؤتمر الوطني الأفريقي ليشكل مؤتمر الوحدة الأفريقية (بّي إيه سي)، وانتخب أول رئيس له في عام 1959. 
أصبح سوبوكوي معروفًا باسم الأستاذ لرفاقه المقربين وأتباعه، كنوع من الاعتراف بإنجازاته التعليمية وقدراته في الخطابة والإقناع. وتحدث عن حاجة السود في جنوب أفريقيا إلى «تحرير أنفسهم» دون مساعدة من غير الأفارقة. عرّف سوبكوي غير الأفارقة بأنهم أي شخص يعيش في أفريقيا أو في الخارج في أفريقيا ولا يحمل ولاءً لأفريقيا وغير مستعد لإخضاع نفسه لحكم الأغلبية الأفريقية. وقد ألهمت قناعاته القوية ومقاومته النشطة العديد من الأفراد والمنظمات الأخرى المشاركة في الحركة المناهضة للفصل العنصري، ولا سيما حركة الوعي الأسود.
جادل سوبوكوي بأنه يجب استبعاد البيض من حزب المؤتمر الوطني الأفريقي لأنه كان من المستحيل إقامة علاقة بين السود والبيض إلا بعد إحراز مزيد من التقدم. وجادل بأن الاعتماد على البيض من شأنه أن يضعف الإدراك الذي يتمتع به العديد من هؤلاء الأفارقة، بأن لديهم القدرة على استعادة المجتمع الذي انتزع منهم. ورفض سوبوكوي التعاون مع البيض المتعاطفين إذ اعتبر هذا التعاون متعدد الأعراق بين مالكي العبيد والعبيد بمثابة «تحالف آثم» قبل تحقيق المساواة.

#### حملة مكافحة قانون الاجتياز عام 1960
في 21 مارس عام 1960، قاد مؤتمر الوحدة الأفريقية احتجاجًا على مستوى البلاد ضد قوانين الاجتياز التي تتطلب من السود حمل رخصة مرور في جميع الأوقات. وقاد سوبوكوي مسيرة إلى مركز الشرطة المحلي في أورلاندو، سويتو، من أجل تحدي القوانين علانية. وانضم إليه في الطريق عدد قليل من الأتباع، وبعد تقديم تصريحه إلى ضابط شرطة، أدان نفسه عمدًا بموجب شروط قانون الاجتياز لوجوده في منطقة غير المسموح بها وفقًا لأوراقه. وفي احتجاج مماثل في نفس اليوم في شاربفيل، فتحت الشرطة النار على حشد من أنصار مؤتمر الوحدة الأفريقية، ما أسفر عن مقتل 69 في مذبحة شاربفيل. وفي أعقاب ذلك، جرى القبض على سوبوكوي دون محاكمة عادلة وحظر كل من حزب المؤتمر الوطني الأفريقي ومؤتمر الوحدة الأفريقية. وتأسست منظمات أخرى مثل حركة الوعي الأسود بقيادة ديزموند توتو بوحي من أعمال سوبوكوي.

## السجن

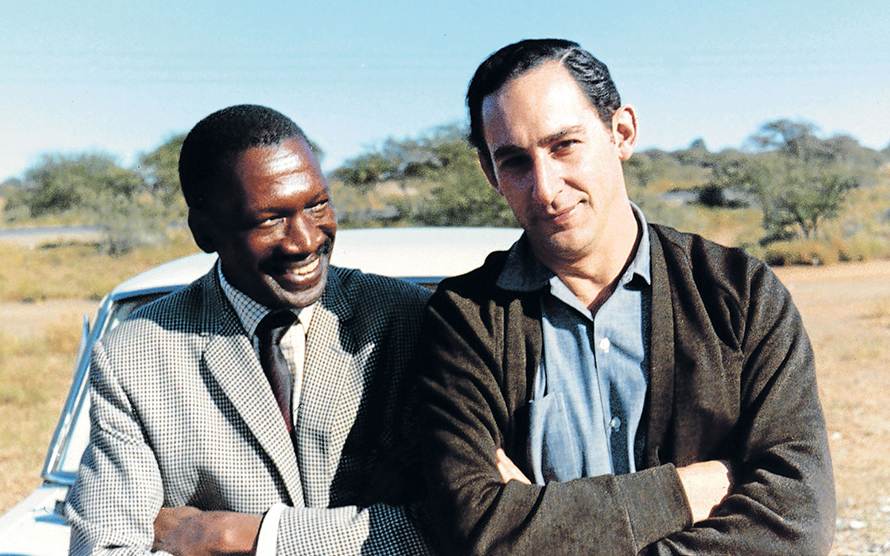
روبرت سوبوكوي وبنجامين بوغروند

### فترة السجن الأولية: 1960-1963
بعد اعتقال سوبكوي بعد مذبحة شاربفيل، جرى اتهامه وإدانته بتهمة التحريض، وحُكم عليه بالسجن ثلاث سنوات. قضى سنة واحدة من عقوبته في سجن ويتبانك (1960-1961)، تلتها سنتان في بريتوريا غول (1961-1963).

### جزيرة روبن: 1963-1969
مع اقتراب نهاية عقوبة سوبوكوي بالسجن ثلاث سنوات، أقر برلمان الحزب الوطني قانون تعديل القانون العام، والذي أدخل بندًا يسمح باحتجاز المعارضين السياسيين إلى أجل غير مسمى. وسمح هذا بتجديد عقوبة سوبوكوي لست سنوات إضافية، والتي قضاها في جزيرة روبن. وأصبح البند معروفًا باسم «بند سوبوكوي» حيث لم يحكم على أي فرد آخر بموجب هذا البند. وفي جزيرة روبن، كان سوبوكوي بصحبة ثوار آخرين في نضال التحرير مثل نيلسون مانديلا، وجونسون ملامبو، وجون نياثي بوكيلا، من بين كثيرين آخرين.
وُضع سوبوكوي في الحبس الانفرادي لكنه حظي بوضع خاص كسجين؛ سمح له ببعض الامتيازات بما في ذلك الكتب والمجلات والصحف والملابس المدنية وغيرها. كان يعيش في منطقة منفصلة على الجزيرة ومُنِع تمامًا من الاتصال بالسجناء الآخرين، على الرغم من أن سوبوكوي كان قادرًا على التواصل بشكل متقطع من خلال الإشارات المرئية أثناء التمرين في الخارج. درس خلال هذا الوقت وحصل (من بين أمور أخرى) على شهادة في الاقتصاد من جامعة لندن. ويُعتقد أن سوبوكوي قد حظي بهذه المعاملة الخاصة لأن حكومة جنوب أفريقيا وصفته بأنه مسبب للمتاعب أكثر من سجناء حزب المؤتمر الوطني الأفريقي العاديين. ويعارض ابن سوبوكوي وصف هذه المعاملة بأنها «خاصة».
طوال فترة سجنه، حافظ سوبوكوي على التواصل مع صديقه بنجامين بوغروند الذي أصبح فيما بعد كاتب سيرته الذاتية.